# In God's Hands
«In God's hands» (traducida como «En las manos de Dios») es una canción pop escrita y producida por Nelly Furtado y Rick Nowels para el tercer álbum de Furtado, Loose (2006). Habla acerca de su ruptura sentimental con el DJ Jasper Gahunia. Furtado anunció el 7 de marzo de 2007 en un concierto en Múnich que «In God's Hands» sería su quinto sencillo en el Reino Unido de Loose.

## Formatos y lista de canciones
Promo CD sencillo
1. «In God's Hands» (radio mix) – 3:58
2. «In God's Hands» (álbum versión) – 4:14

## Versiones
Existen 2 versiones: la inglesa y la española titulada «En las manos de Dios».

## Posiciones
| País (2007)/(2008)   | Posición |
| -------------------- | -------- |
| Argentina            | 1        |
| US Top 20 VH1 Videos | 1        |
| Chile                | 1        |
| Croacia              | 13       |
| Costa Rica           | 3        |
| Europa               | 112      |
| Estonia              | 19       |
| Letonia Airplay      | 47       |
| Líbano Airplay       | 14       |
| Lituania             | 3        |
| Polonia              | 15       |
| Reino Unido          | 116      |
| Suecia               | 58       |

- (*) Posicionamiento con la versión en español En las manos de Dios.